# 骆玉明
駱玉明（1951年7月—），祖籍河南洛陽，寄籍江蘇建湖。
1951年7月生於上海。1977年復旦大學中文系畢業，畢業後留校，1979年任助教，1995年任復旦大學中文系教授，博士生導師，《辞海》编委。著有《徐文长评传》、《駱玉明－老莊隨談》、《中國文學史》。